# Anni Jäger
Pour les articles homonymes, voir Jäger.
Anni Jäger, née Anna Jäger le 22 octobre 1948 à Seefeld in Tirol, est une chanteuse autrichienne spécialisée dans le yodel.